# القلب العادي
قلب عادي (بالإنجليزية: The Normal Heart)‏ هو فيلم دراما تم إنتاجه في الولايات المتحدة وصدر في سنة 2014. الفيلم من إخراج رايان مورفي من بطولة مارك رافالو وماثيو بومر وتايلور كيتش وجيم بارسنز وجوليا روبرتس.

## القصة
الفيلم يصور صعود أزمة انتشاء مرض نقص المناعة المكتسبة «الإيدز» في مدينة نيويورك (بين المثليين جنسياً) بين عامي 1981 و 1984 , بطل الفيلم هو نيد ويك كاتب وناشط ومؤسس مؤسسة مناصرة للمصابين لفيروس الايدز، في الفيلم نيد ويك يفضل مواجهة الحكومة علناً وامام الناس لكن اصدقائه وشركائه في المنظمة يفضلون استخدام اسلوب هادئ وو أكثر إستراتيجية وللاسف خلافاتهم في الرأي تؤدي إلى الحجج التي تهدد بتقويض أهدافهم المشتركة.

## وصلات خارجية
- القلب العادي على موقع IMDb (الإنجليزية)
- القلب العادي على موقع ميتاكريتيك (الإنجليزية)
- القلب العادي على موقع روتن توميتوز (الإنجليزية)
- القلب العادي على موقع ألو سيني (الفرنسية)
- القلب العادي على موقع أول موفي (الإنجليزية)
- القلب العادي على موقع فيلمافينيتي (الإسبانية)
- القلب العادي على موقع قاعدة بيانات الفيلم (الإنجليزية)
- القلب العادي على موقع ليتربوكسد (الإنجليزية)
- القلب العادي على موقع كينوبويسك (الروسية)